# Управление отходами в Армении

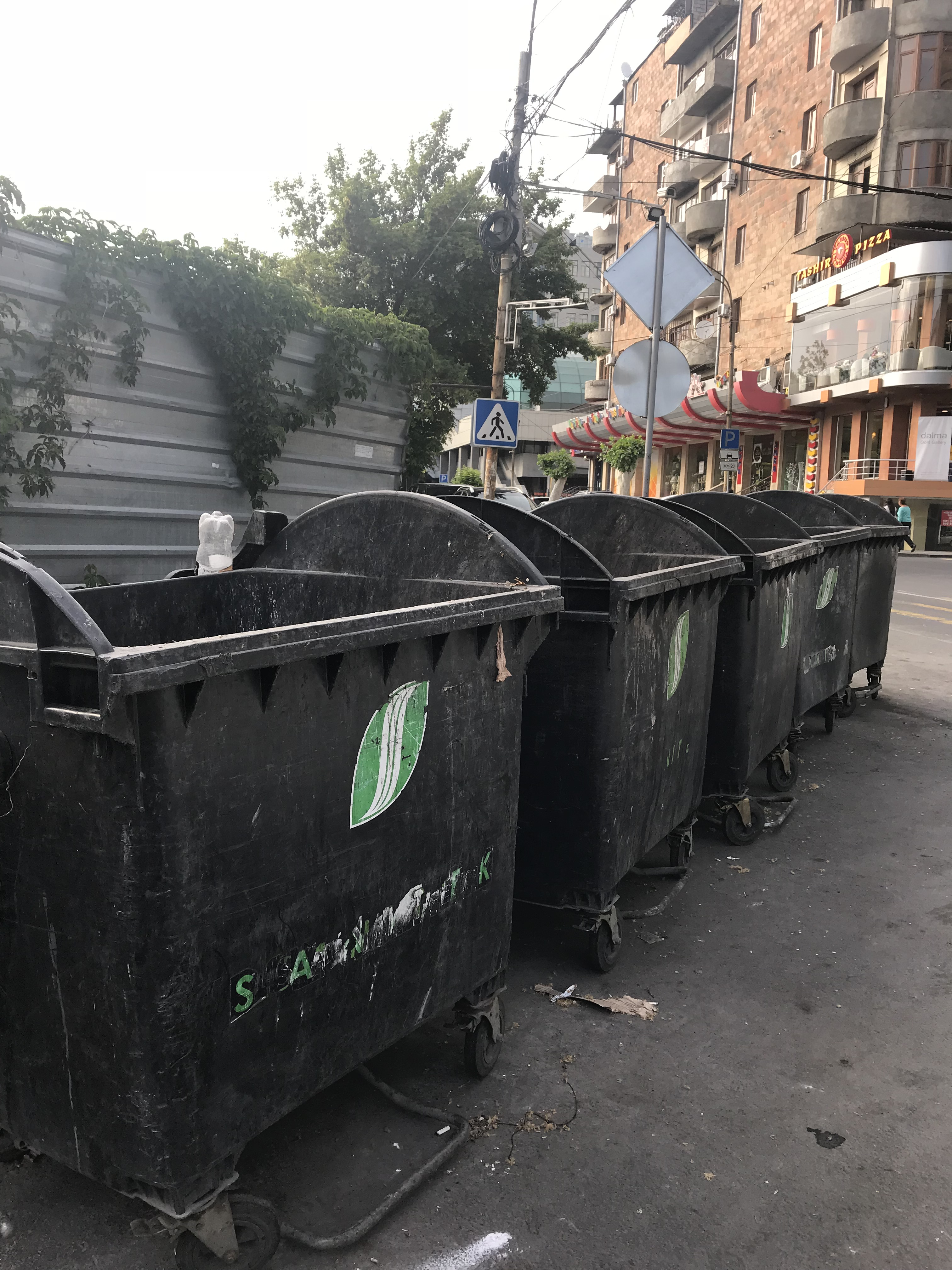
Мусорные контейнеры в Ереване

По данным Статистического комитета Республики Армения, в 2019 году организации произвели 67,4 миллиона тонн отходов, включая отходы горнодобывающей промышленности. Это составляет более 20 тонн на душу населения. Согласно Атласу отходов, Армения производит 368 618 тонн ТБО в год или 119,8 килограмма (260 фунта) на душу населения.
4 мая 2018 года правительство внесло поправки в соответствующее законодательство, направленные на усиление ответственности за надлежащее обращение с отходами.

## Свалки
В Армении существует 60 свалок и ни на одном из них не производится сортировка, переработка или повторное использование мусора. Вместо этого мусор сбрасывают в рабочую зону, а затем разравнивают бульдозером, чтобы создать слой земли толщиной 300 сантиметров.
Свалка Нубарашен, расположенная на окраине Еревана (40°06′24″ с. ш. 44°32′49″ в. д.), является крупнейшей свалкой отходов Армении. Она принимает почти все твёрдые отходы, производимые в Ереване и его окрестностях, а объём отходов доходит до 400 тысяч тонн в год. На площадке с 50-х годов накоплено более 7,5 миллионов тонн бытовых отходов.

## Раздельный сбор мусора и переработка вторсырья

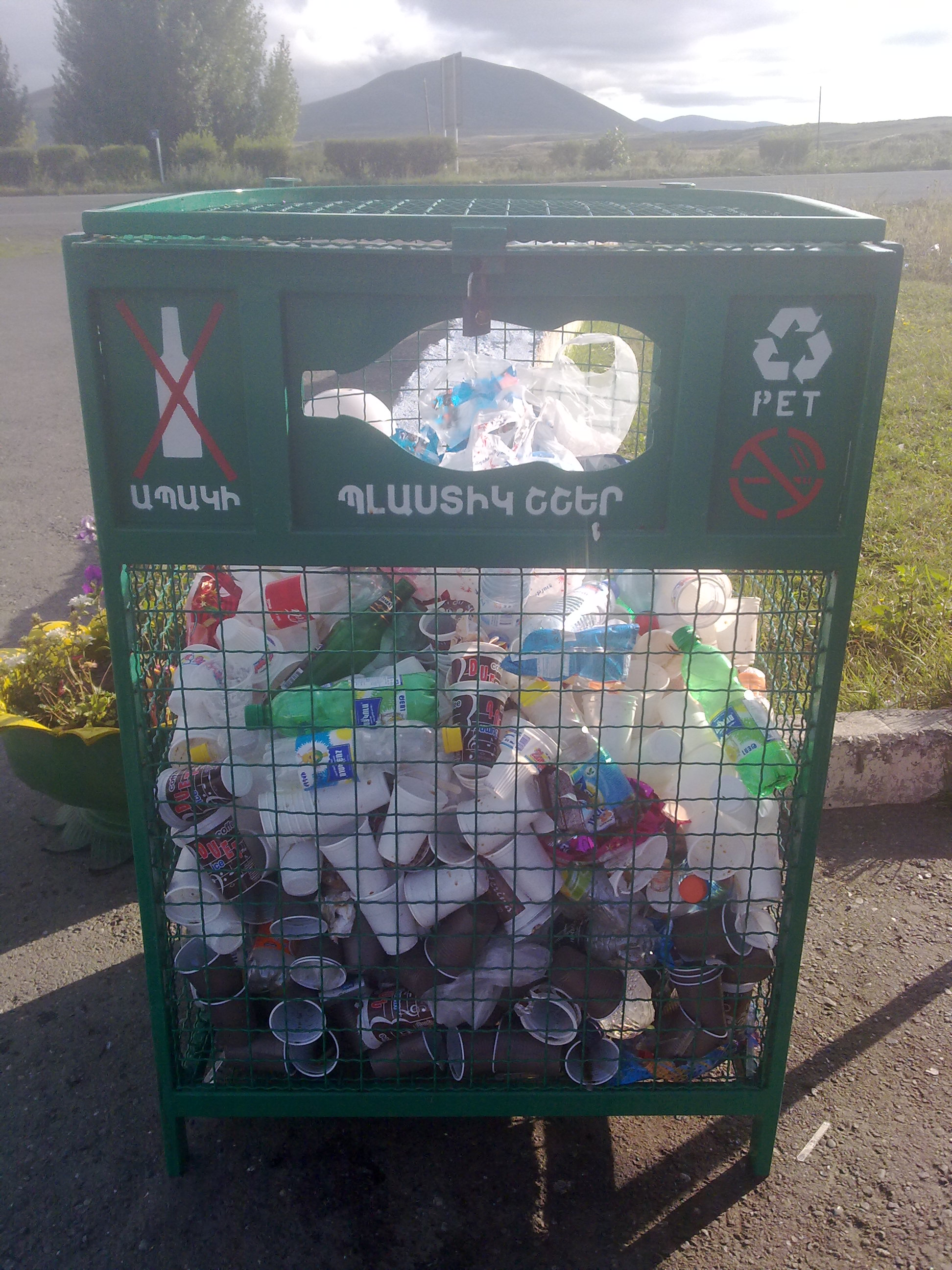
Контейнер для сбора ПЭТ-бутылок в Севане

В последние[какие?] годы общественными активистами было предпринято несколько попыток решить проблему управления отходами, например, кампания Toprak Petq Chi (2016), что переводится как «пластиковый пакет не нужен», нацелена на переход к многоразовым сумкам.
Также в последнее время начали формироваться некоторые инициативы по переработке вторичного сырья: пластика, стекла, бумаги и т. д. Одной из компаний как таковых является Apaga, также известная как ApagaCommunity CJSC, предлагает платную услугу самовывоза, отражающую аналогичные проекты в более развитых странах, хотя в этих странах программы раздельного сбора отходов спонсируются налогоплательщиками.
Apaga позволяет частным лицам и организациям, которые берут на себя ответственность за свои отходы и хотят участвовать, добровольно платить за услугу самовывоза и получать взамен некоторые вознаграждения в виде скидок для частных лиц и экологических связей с общественностью (PR) для организаций.
В мае 2020 года министр территориального управления и инфраструктур Армении Сурен Папикян официально заявил, что в стране ещё не перерабатывают мусор, связав это с тем, что метод, который предлагается компаниями, проблематичен с точки зрения окружающей среды.

## Управление отходами в Ереване
Мэрия Еревана предприняла попытки решить экологические проблемы с помощью долгосрочного плана развития, который включает три основных этапа:
1. В 2014 году был объявлен международный тендер на вывоз мусора. Были выбраны две компании по управлению отходами: ливанская компания Sanitek, которая позже открыла производственный филиал в Ереване[10]; и две армяно-шведские компании: Ecogroup и LL Miliconsult[11][12].
2. В 2016 году Национальное собрание ратифицировало кредитное соглашение, подписанное с Европейским банком реконструкции и развития (ЕБРР), о кредите в размере 8 миллионов евро для финансирования строительства полигона твёрдых бытовых отходов в Ереване, который будет соответствовать нормам ЕС[13].
3. По сообщению городского правительства Еревана, следующим шагом будет внедрение практики сортировки и переработки мусора в рамках проектов, соответствующих стандартам и нормам Европейского союза. В настоящее время до конца 2020 года планируется внедрение системы раздельного сбора мусора по всему городу[14].